# Ганджи
Га̀нджи (на италиански: Gangi, на сицилиански Ganci, Ганчи) е градче и община в Южна Италия, провинция Палермо, автономен регион и остров Сицилия. Разположено е на 1011 m надморска височина, на 80 км югоизточно от Палермо. Населението на общината е 7102 души (към 2010 г.).